# Licho

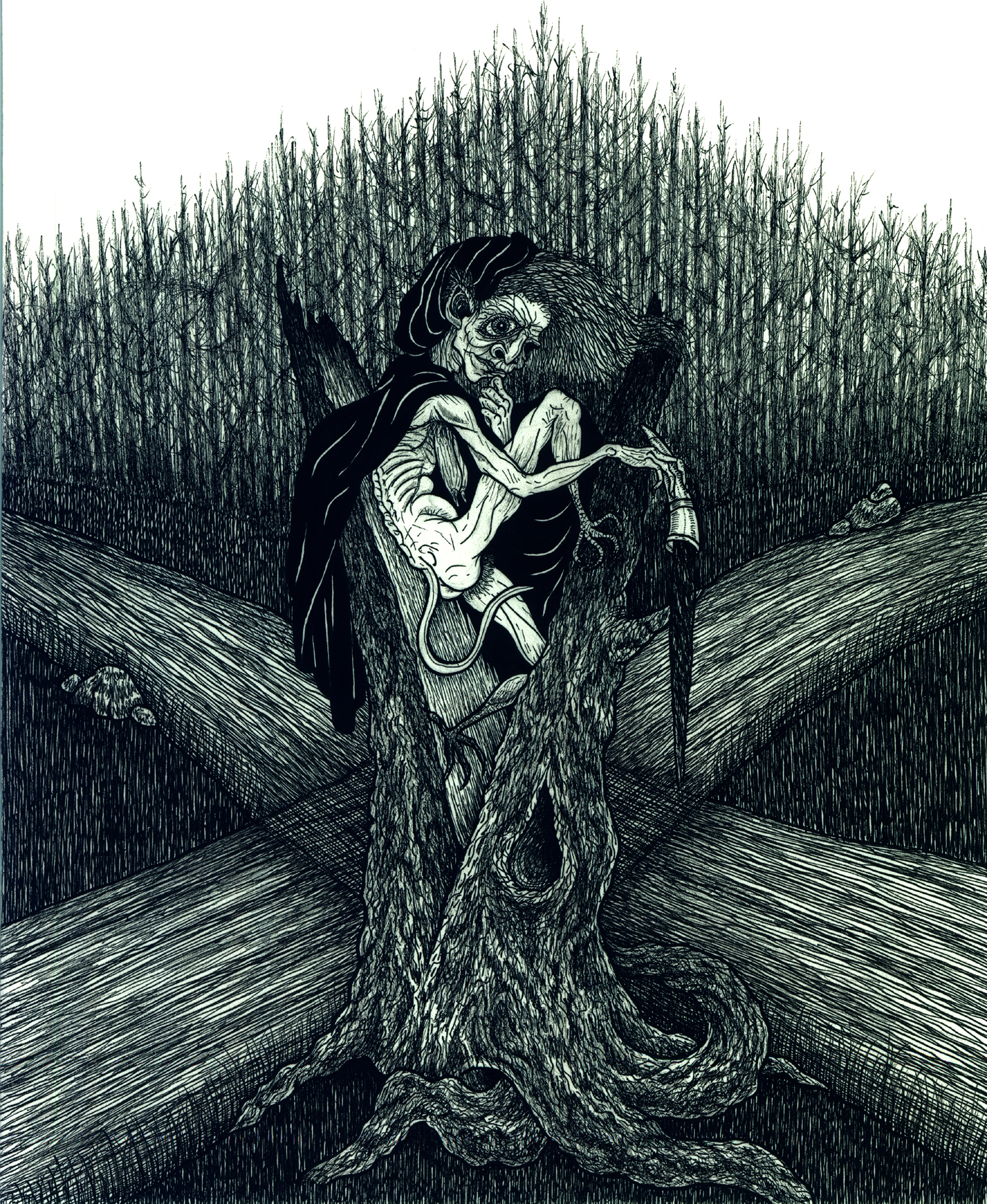
Marek Hapon: Licho

Licho – postać z wierzeń dawnych Słowian, zły demon personifikujący nieszczęście, zły los i choroby.
Licho miało rzadko ukazywać się ludziom. Gdy już to czyniło, przybierało postać przeraźliwie wychudzonej kobiety z jednym okiem.
Licho wędrowało po świecie w poszukiwaniu miejsc, w których ludzie żyją szczęśliwie. Zazwyczaj podpalało budynki, zsyłało głód, biedę i choroby, po czym odchodziło. Czasem zatrzymywało się jednak wśród ludzi na dłużej. Męczyło wówczas gospodarzy, między innymi nastając na ich życie, wyrywając szczeble z drabiny bądź obluzowując ostrza siekier.
Szeptało też ludziom do ucha złe myśli, zsyłało zarazę na owoce i warzywa, nękało zwierzęta hodowlane, niszczyło dobytek. Przed lichem nie można było się uchronić, jedynym sposobem było cierpliwe znoszenie go i oczekiwanie aż odejdzie.
W mowie potocznej do dziś istnieją stwierdzenia związane z postacią licha, takie jak: licho nie śpi, pal licho, licho wzięło, gdzieś go licho niesie, do licha, licho wie, licho przywiało,kogo licho niesie ?!.

## Gra
Istnieje także słowiańska gra cet(no) czy licho polegająca na zgadywaniu parzystości przedmiotów ukrytych w dłoni.